# Hardy–Littlewoods andra förmodan
Inom talteori är Hardy–Littlewoods andra förmodan, uppkallad efter G. H. Hardy och John Littlewood, en förmodan om primtalsfunktionen i intervall. Om π(x) är antalet primtal inte större än x säger förmodandet att
π(x + y) ≤ π(x) + π(y)
för x, y ≥ 2.